# Barbara Carlotti
Pour les articles homonymes, voir Carlotti.
Barbara Carlotti (née le 2 juillet 1974 à Clamart) est une auteure-compositrice-interprète et musicienne française. 

## Biographie
Barbara Carlotti grandit à Clamart entre les musiques de la Corse (île d'origine de son père) et le piano classique de sa mère.
Elle étudie le chant lyrique au conservatoire d'Issy-les-Moulineaux avec comme professeure Eva Saurova mais elle reste influencée par le jazz et le folk rock. Elle coécrit des chansons pour un court-métrage d'Emmanuel Bourdieu en 2002, avant de rencontrer Bertrand Burgalat avec qui elle sort un mini-album autoproduit Chansons en 2003. L'album suivant Les Lys brisés a reçu le coup de cœur de l’Académie Charles-Cros.
Fin 2006, elle est une des treize invités de Michel Delpech dans son album de duos Michel Delpech &..., où elle interprète avec lui une reprise de Et Paul chantait « Yesterday ». Barbara Carlotti enregistre ensuite d'autres duos avec Arnold Turboust, Kent, Khaled Mouzanar, Dominique A (pour une reprise de Message personnel de Françoise Hardy sur L'Amour, l'argent, le vent) et Philippe Katerine. 
Son album L'Idéal, réalisé par Jean-Philippe Verdin, où elle convoque le souvenir de Baudelaire est salué par Télérama et Libération : « Cet album de femme fatale au bord de ses inquiétudes pourrait déjà figurer parmi nos choix de l’année » (27 mars 2008). L'album est sélectionné pour le 7e prix Constantin.
En juillet 2008, elle participe aux Francofolies de La Rochelle, en se produisant dans la pièce Imbécile d'Olivier Libaux, mise en scène par Olivier Martinaud (aux côtés de JP Nataf, Bertrand Belin et Armelle Pioline de Holden), et en interprétant plusieurs chansons de Brigitte Fontaine dans une Conf'chanté du Hall de la chanson (en compagnie de Jean-Pierre Petit, Benjamin Esdraffo et Benoît Mouchart).
En 2009, elle réalise pour France Culture un atelier de création radiophonique sur le thème du dandysme, dont découlera en 2011 un spectacle à la Cité de la musique : Nébuleuse Dandy. Entre-temps, on la retrouve pour d'autres conférences chantées avec Benjamin Esdraffo et Vladimir Léon : au Mac/Val pour Cinéma et chansons, ou au Centre Pompidou, sur la chanson dans le cinéma français des années 1930.
En 2012, elle sort son quatrième album, L'Amour, l'argent, le vent, qui reçoit un excellent accueil de la critique,. Elle est nommée deux fois aux Victoires de la musique 2013, dans les catégories Groupe ou artiste révélation de l'année et Groupe ou artiste révélation scène de l'année et est une nouvelle fois récompensée par l’Académie Charles-Cros[réf. nécessaire].
En avril 2013, avec le réalisateur Gurwann Tran Van Gie elle initie l'exposition N'habite plus à l'adresse indiquée au Centre d'arts plastiques contemporains Albert-Chanot de Clamart. L'exposition réunit dix-sept artistes sur la thématique de l'absence et du souvenir, parmi lesquels Bernard Faucon, Laurent Pernot, José Lévy et Arthur Dreyfus.
Également en avril 2013, elle compose la B.O. de La Fille, bande dessinée de l'auteur Christophe Blain publiée chez Gallimard, sur laquelle elle reprend aussi Blanche-Neige, titre psychédélique enregistré par Brigitte Fontaine en 1968, et Hey Cowboy de Lee Hazlewood.
De septembre 2013 à juin 2014, elle anime l'émission Cosmic Fantaisie, sur France Inter, diffusée du lundi au jeudi à 21 heures.
Entre 2015 et 2018, Barbara Carlotti travaille sur les laboratoires oniriques d'abord sous forme d'atelier de création radiophonique sur France Culture, puis déclinés en spectacle évolutif à la Maison de la Poésie et au Centquatre à Paris invitant de prestigieux invités à chanter et raconter leurs rêves nocturnes, comme Christophe, Philippe Katerine et Juliette Armanet. Durant cette période, elle écrit et compose l'album Magnétique, qui sort sur le label Elektra/Warner en 2018.
Elle réalise son premier court métrage, Quatorze Ans, en 2019.
En 2020, Barbara Carlotti sort Corse, île d’amour, un album de reprises de chansons corses des années 1960-1970 créées par Regina et Bruno, Antoine Ciosi, Charles Rocchi, Tony Toga, Tino Rossi et Canta U Populu Corsu. L'album contient des textes en langues française et corse. En décembre, elle organise au Théâtre Auditorium de Poitiers, entourée d'autres artistes comme Juliette Armanet, Malik Djoudi ou Philippe Katerine, un concert hommage à Christophe, décédé en avril. La captation du concert est diffusée sur Arte début 2021. 
En 2023 elle publie un recueil de nouvelles érotiques L'Art et la manière. Pour l'avis critique de Télérama, « au fil de la douzaine de nouvelles qui se succèdent ici, ce sont surtout des portraits de femmes qui se dessinent. Libres de leurs désirs et de leurs actes, ou se débattant dans les vieux carcans sociétaux, et des relations pas aussi égalitaires qu’on les rêverait à l’ère post-#MeToo. [...] Un livre de vie, et d’éclats flamboyants ».
En 2025, Barbara Carlotti sort son nouvel album, Chéris ton futur,  elle offre un contraste saisissant : une ode à l'amour infusée de l'esprit d'une époque tourmentée, le tout enveloppé dans une esthétique solaire et pop. Puisant son inspiration chez des artistes comme Gil Scott-Heron, Carlotti aborde des thèmes de luttes persistantes avec une énergie et une rythmique entraînantes. L'album, enrichi d'arrangements élégants, se veut un message d'espoir pour les jeunes générations, tout en s'inscrivant dans un renouveau de la pop française aux côtés d'artistes tels que Juliette Armanet et Clara Luciani.

## Carrière artistique

### Spectacles (conçus, écrits, mis en scène, chantés)
- 2011 : Nébuleuse Dandy - Auditorium du Musée de la musique (Paris)
- 2012 : Rock and Roll Lies - Point Éphémère & La Maison rouge (Paris)
- 2015 : Le Laboratoire onirique - Maison de la Poésie & Centquatre (Paris)
- 2018 : 66 Révolution pop - Trois Baudets[17]

### Collaborations
- 2006 : Michel Delpech - Et Paul chantait
- 2007 : Olivier Libaux - Le Petit Succès, J’en ai marre de la mort
- 2007 : Bertrand Belin - L’Aube posée
- 2007 : Khaled Mouzanar - Alcools
- 2010 : Arnold Turboust - Mon bel oiseau
- 2012 : Philippe Katerine - Mon dieu mon amour
- 2012 : Dominique A - Message personnel
- 2014 : Le Sacre du tympan - Boulevard du rhum
- 2016 : Tristesse contemporaine - Vague à l’âme
- 2017 : Plaisir de France - Herbes mauves & en mono comme ça
- 2019 : Bertrand Belin - Lentement - Persona (nouvelle édition)
- 2020 : Izïa Higelin - La Ballade de chez Tao
- 2022 : Chapi Chapo et les petites musiques de pluie - Fantastique

### Albums

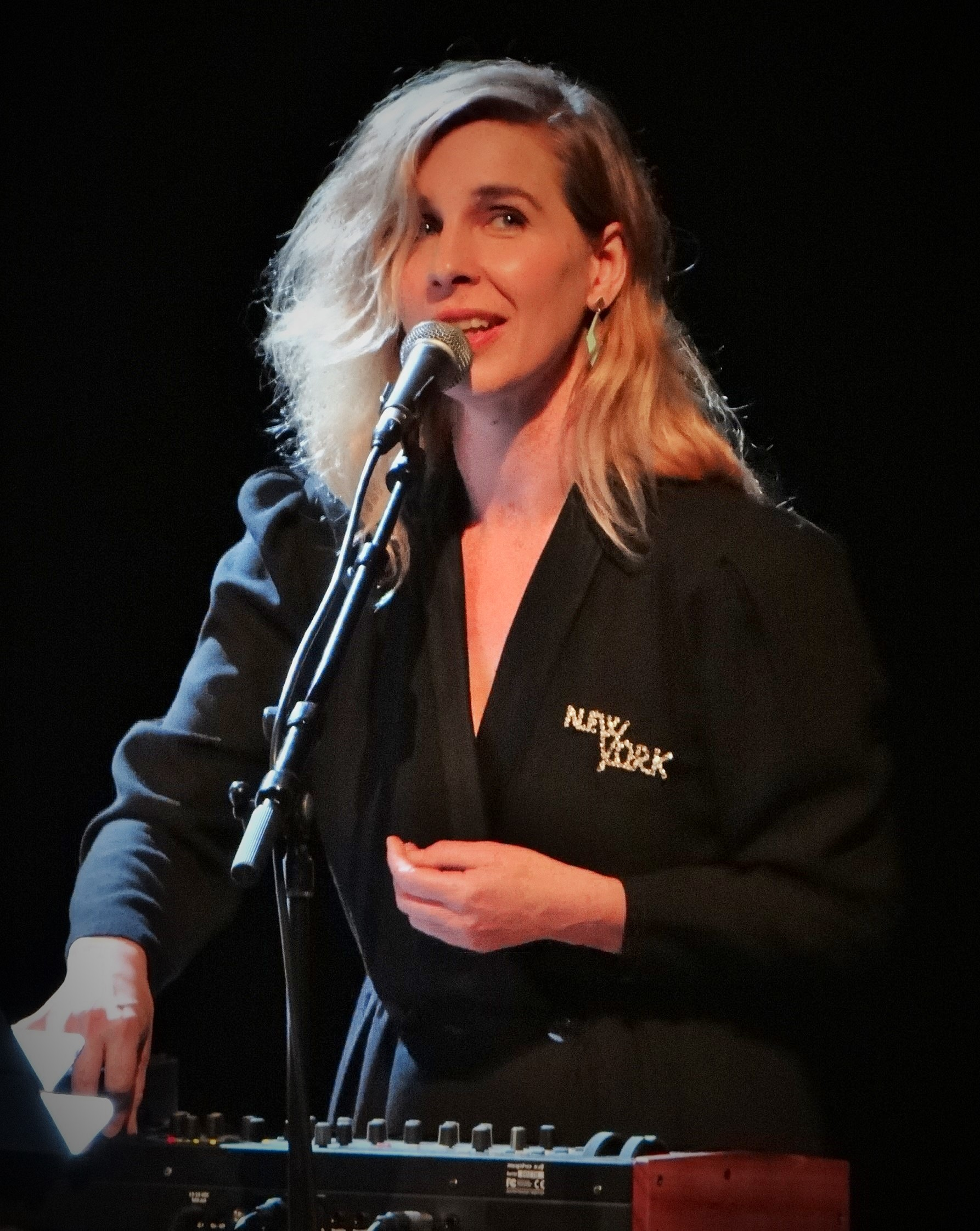
Lady's Folk, Meudon, 2016.

### Participation
- 2009 : On n'est pas là pour se faire engueuler !, album hommage à Boris Vian : La Neige

### Filmographie

#### Films
- 2002 : Mods de Serge Bozon : danse
- 2012 : L'Italie d'Arnold Pasquier (court métrage) : chant et danse
- 2013 : Après un rêve de Louise Narboni (court métrage) : la contrôleuse du train[18]
- 2014 : Quatorze Ans (court métrage) : réalisatrice et auteure
- 2016 : Histoire de Barbara Carlotti de Bettina Armandi Maillard (court métrage, docufiction) : Barbara

#### Chansons dans les films
- 2012 : L'Italie d'Arnold Pasquier (court métrage)
- 2013 : Après un rêve de Louise Narboni (court métrage)[18]
- 2013 : Tirez la langue, mademoiselle d'Axelle Ropert
- 2016 : Histoire de Barbara Carlotti de Bettina Armandi Maillard (court métrage, docufiction)

## Carrière audiovisuelle

### Programmes radio
- 2009 : Nébuleuse Dandy, création radiophonique pour France Culture : auteure
- 2011 : Rock and Roll Lies, création radiophonique pour France Culture : auteure
- 2014-2015 : Cosmic Fantaisie sur France Inter (émission quotidienne) : animatrice
- 2015 : Le Laboratoire onirique, création radiophonique pour France Culture : auteure
- 2017 : Bob Dylan, un hommage poétique et musical pour France Culture : préparation, avec Bertrand Belin[19]

### Émissions de télévision
- 2018-2019 :  Le Cabaret insolite, Maretérraniu - France 3 Corse (conception, programmation, animation)
- 2021 : Laboratoire Bevilacqua, concert hommage à Christophe : concert hommage à Christophe, enregistré en décembre 2020 au Théâtre Auditorium de Poitiers [voir en ligne]

## Ouvrages
- 2023 : L'art et la manière[15] au Seuil recueil de nouvelles érotiques[14].